# Moorlemminge
Die Moorlemminge oder Lemmingmäuse (Synaptomys) sind eine Gattung der Säugetiere aus der Familie der Wühlmäuse. Sie werden der Tribus der Lemmini zugeordnet. Es handelt sich hierbei um zwei Arten, die im Nordosten der USA und im östlichen Kanada in feuchten Wiesen- und Moorflächen leben und Kolonien von etwa 30 Einzeltieren anlegen. Das Verbreitungsgebiet des im gesamten Norden Nordamerikas vorkommenden Nördlichen Moorlemmings ist sehr lückig. Dies hat zur Ausbildung mehrerer Unterarten geführt.
Moorlemminge werden etwa 8 bis 13 Zentimeter lang und haben einen Schwanz von zwei Zentimetern Länge. Die Weibchen bringen zwei- bis dreimal im Jahr jeweils ein bis vier Jungtiere zur Welt.

## Arten
Die beiden Arten der Moorlemminge sind:
- der Südliche Moorlemming (Synaptomys cooperi)
- der Nördliche Moorlemming (Synaptomys borealis)

Da der Nördliche Moorlemming seit 2023 in die Gattung Mictomys gestellt wird, ist die Gattung der Moorlemminge heute monotypisch mit dem Südlichen Moorlemming als einziger Art.

## Belege